# Ersa
Ersa es una comuna y población de Francia, en la región de Córcega, departamento de Alta Córcega. Es la comuna más septentrional de la isla.
Su población en el censo de 2005 era de 135 habitantes.

## Demografía
| 226 | 236 | 148 | 113 | 125 | 132 | 135 |
| Para los censos de 1962 a 1999 la población legal corresponde a la población sin duplicidades (Fuente: INSEE [Consultar]) |     |     |     |     |     |     |